# Lindeberg (metrostation)
Lindeberg is een metrostation in de Noorse hoofdstad Oslo. Het station werd geopend op 19 februari 1978 en wordt bediend door lijn 2 van de metro van Oslo.